# Белоногая кроличья крыса
Белоногая кроличья крыса (лат. Conilurus albipes) — вымерший вид грызунов семейства мышиных. Эндемик Австралии.
Длина тела была от 23 до 26 см, длина хвоста от 22 до 24 см, длина задней ноги от 45 до 55 мм, длина ушей от 25 до 30 мм и масса около 200 г. У самок были две пары сосков. Голова была широкая, а морда короткая. Уши длинные и узкие. Верх был светло-серо-коричневый. Брюхо и верхняя сторона ног были белыми. Пушистый хвост двухцветный — тёмно-коричневый сверху и беловатый на нижней стороне. Кончик хвоста заканчивался кисточкой из чёрных волос.
Вид обитал изначально в эвкалиптовых лесах на территории от юго-востока Южной Австралии через Новый Южный Уэльс и Darling Downs на юго-востоке Квинсленда до юго-запада Виктории.
Об образе жизни известно мало. Животные вели ночной образ жизни, проводя некоторое время на деревьях. Днём укрывались в дуплах деревьев. Гнёзда строили в верхнем ярусе леса. О репродуктивном поведении свидетельствует рисунок, на котором изображена самка с тремя детёнышами.
Вид встречался довольно часто. Локально животные проникали в населенные пункты и наносили вред продуктовым магазинам. Последнее достоверное доказательство восходит к 1845 году. Во время интенсивного поиска в Виктории в 1860—1862 годах этот вид больше не был замечен. Предположительно, разрушение среды обитания из-за выпаса скота и конкуренции завезенных европейцами кроликов, а также преследование кошками стали причиной вымирания вида.